# Nuova Zelanda ai X Giochi olimpici invernali
La Nuova Zelanda partecipò ai X Giochi olimpici invernali, svoltisi a Grenoble, Francia, dal 6 al 18 febbraio 1968, con una delegazione di 6 atleti impegnati in una disciplina.